# 首都圈國電暴動
首都圈國電暴動是一宗於1973年4月24日在東京發生的暴動事件，在日本又稱4.24騒動、4.24事件。事件原因是日本國有鐵道財政惡化，計劃削減編制，其工會於是發動按章工作工業行動導致通勤列車嚴重脫班，造成大量乘客在各車站騒動，暴動遍及東京共38個國鐵車站，包括主要大站如新宿站等，終致國鐵全天停駛至第二天早上繁忙時段後，共600萬乘客受影響。這也是日本國鐵史上最嚴重的乘客暴動，也可說是1973年3月的上尾事件乘客暴動的後續。

## 事件起因
日本國鐵的工會國鐵勞動組合於1973年3月因勞資糾紛發動按章工作導致高崎線上尾站12000名乘客暴動（上尾事件）後，工會取消工業行動並恢復與國鐵談判，但雙方一直無法就列車應由一人駕駛（國鐵立場）還是二人駕駛（工會立場）達成協議，終於工會於1973年4月24日再次發動按章工作。

## 事件經過
1973年4月24日，由於按章工作，國鐵各線列車運行不按時刻表進行，發生了混亂。特別是由於國鐵員工在爲了4月27日的總罷工做準備，導致這一天按章工作的程度加大了。
當日16:30分左右，在下班的繁忙時段開始時，大宮站的東北本線和高崎線列車已因工會整天的按章工作而脫班延誤60至90分鐘，致大量下班乘客滯留鼓噪，部分乘客衝擊並佔據站長室。埼玉縣警方出動並要求東武野田線和地方巴士協助疏導乘客。同時，東北本線和高崎線的赤羽站也出現乘客鼓噪的情形。

### 赤羽站的事態
- 20時：原定19:35從上野站開出經停宇都宮站往青森的「津輕1號」列車因按章工作而致行李輸送延誤而延至20:15才開出，列車從上野開出時已嚴重超載。

- 在「津輕1號」列車到達之前，赤羽站上行站台一列中距離電車在停車等候，站台上大約1500乘客對於下行列車長期不來表示強烈不滿，並對司機提出「把停着的電車折返回來載客」的要求，隨後把該車司機拖了下來，對電車進行了破壞。

- 20:30左右：「津輕1號」抵達赤羽車站，候車已久的乘客試圖登車，但因列車已嚴重超載而不得要領，已擠滿月台的乘客開始與車站職員衝突，列車的窗戶也被打破，列車司機借勢逃跑。因此，「津輕1號」也停駛滯留在車站，國鐵試圖以京濱東北線列車疏導乘客。然而京濱東北線的北行列車也因按章工作所致的延誤和前站的訊號故障而無法迅速到站。

- 21時：滯留在赤羽站的6000名乘客開始包圍並衝擊站長室，鎮暴警察趕到鎮壓。

- 21:30左右：京濱東北線列車駛進暴亂中的赤羽站的1號月台，被站台上的乘客投入一枚煙霧彈，列車隨即被襲擊破壞，並無法再前行。至22:30，列車的駕駛室被縱火焚燒。

赤羽站的列車服務完全中止，而因赤羽站為主要車站，所有來往埼玉縣與東京都之間的路線都通過此處，因此停駛導致其他路線接連出現延誤情形，而山手線也很快受影響，騷亂也隨之蔓延到其他車站。

### 騷亂蔓延
- 上野站：21時， 一直未從車站開出的高崎線前往籠原站的列車被乘客擲石襲擊。高崎線和東北本線列車的車長倉皇逃離駕駛室。7號月台上滯留的3000名乘客也同時開始騷動，打破玻璃和點燃火種，導致車站運作完全停止。雖然警察到場，但情況並未受控，乘客繼續襲擊和破壞售票處等設施，車站職員完全撤離致車站完全進入失控狀態，至0時20分，車站和站內列車更被縱火。
- 新宿站
- 澀谷站、秋葉原站、有樂町站等共38個車站：共32000乘客於38個車站騷亂，各站被縱火，部分人並搶劫站內商店和售票處的現金和商品，損失現金超過一千萬日圓
- 池袋站：人群在站內集體喧嘩
- 神田站：車站被擲石襲擊
- 新橋站：車站設施被破壞致煤氣泄漏

此外，各地除了铁路设施等被破坏以外，还有周边的店铺、住宅、公共设施、汽车等被破坏，还发生了投石、盗窃、施暴等事件，造成车站周边无辜居民多人受伤。

### 影響擴大
大量的铁路车辆和设施受到严重破坏，首都圈的列车运行至4月25日上午10点前后全面停止，之后国铁被迫在首都圈大幅减班运行。25日以后，在东京以外的地区暴动继续发生。
- 与暴动无关的地区也受到不小的影响。运行在东北本线、上越线等以上野站为终点站的特急、急行除了因按章工作而延迟外，也受到暴动发生而停止运行的影响而运行受阻乃至停运。埼玉县内的4班列车、栃木县内的11班列车在中途站滞留，造成乘客在车内过夜的局面。
- 第二天（25日），青森站一部分从青函渡轮转乘东北本线的乘客因为列车运行无望而恼羞成怒，包下巴士前往东京。此外，当日16时20分左右，车站工作人员在比预定时间晚到约10小时到达的下行快车“八甲田”的车内，发现了131张在上野站被盗的普通车票。这些车票在暴动时被人偷走，但因为没有加盖日期印而无法兑现，于是偷窃者将其扔进了“八甲田”列车内。
- 虽然东海道线、横须贺线沿线受暴动影响轻微，但隔天25日清晨，大矶站-二宫站间的工程中桥梁坠落，切断了接触网架线，直到上午11点左右都无法通行，加剧了首都圈的混乱。
- 由于很多人无法回家，24日晚上营团地下铁额外开行29班、京王帝都电铁额外开行9班特别列车通宵运行，除东急、都营地下铁以外的各公司也采取了随时可以通宵运行的运行方案。翌日（25日）早上，国铁仍然停止运行，加上事先通知的罢工并未造成停运，通勤、上学的乘客没有采取提前出发等措施，而是在上下班高峰时段集中于运行中的私铁、地铁，人潮拥挤。与拥挤程度最严重的东海道线平行的京急本线、都营浅草线、京成线最多延迟了30分钟，拥挤度也是京急平时的2.5倍、东急各线平时的2倍。小田急江之岛线从藤泽站开始的代替输送密度也达到原来的2倍。这一状态一直持续到10点。虽然各线实施了入场限制与检票数额限制等措施，但东武伊势崎线、日光线、野田线与京急等路线仍不断出现满载的情况。在横滨站，5,000人在检票口附近斗殴，7人受伤。
- 营团地下铁、都营地下铁承担了山手线区域内的运输业务，乘客不断集中，丸之内线池袋站上车需要等待60-90分钟，其他车站也实施入场限制。晚高峰时段时刻表延长使用（增发特别列车)。
- 巴士也受到暴动影响。在新宿站西口广场，想要搭乘丸之内线的乘客甚至挤到地面的巴士总站，致使巴士无法进站。8点30分到10点左右总站陷入瘫痪状态。在池袋站前，想要乘坐巴士的乘客排起了长队，因此采取了限制一般车辆入场、将部分乘客疏散到附近的杂司谷公园等措施。
- 25日，在松户站发生了100名乘客因电车不运行而愤怒，闯入车站办公室，绑架了工作人员，强迫他们步行到绫濑站的事件。另外，大宫车站7点左右也有4,000人挤满车站逼问国铁职员，一时造成骚动。常磐线停运后，当时该地区没有其他私铁的铁路，国铁线停止运营后，不能再乘坐铁路前往东京。（走向相同的私铁筑波快线在32年后的2005年才开业）
- 25日凌晨，有138人因盗窃、纵火等罪名被逮捕。
- 医院等医疗机构也忙于处理暴乱造成的大量伤者，导致部分医疗设施的病床数量紧张。整体伤亡情况未有统计，事后估计至少有包括国铁职员、一般民众（旅客和车站周边居民）在内共2000人以上受伤。
- 另外，由于暴动及其发端的总罢工（4月27日实施）的余波，在1973年的黄金周运输行业也受到大影响，连休前半段因列车停运，民眾相继推迟了旅行计划。因此，上半年的运输营业额与去年相比大幅减少，民众在长假的旅行距离也有缩短的倾向。

## 受灾情况
矶崎叡总裁在26日向众议院运输委员会进行了报告。国铁共计损失9亿6000万日元，铁道弘济会损失数千万日元，货物运输减少47万吨（包括生活必需品10万吨）。此外，上野、神田、有乐町3站的绿色窗口暂时无法营业，指定券类的贩售只能引导至秋叶原、东京、新桥3站。
在全国范围内，由于罢工本身仍在继续，对于货物减运的内部生活必需品，运输部决定根据道路运输法第34条命令一般运输公司代理运输，并于4月27日实施。代理运输本身在3月因上尾事件而闻名的罢工期间也曾实施过，但当时是以国铁自主与业者签约的形式进行，而这次则是基于法律的命令（这是该条文自1951年制定以来的首次实际使用）。当时国铁平时每天运行19班生鲜食品的快递列车，用卡车代替运输一天需要500台，卡车运费是铁路的近10倍，一天需要经费1亿日元，其中差额全部由日本政府补偿。

## 相關事件
- 上尾事件